# Roudníky
Roudníky (německy Raudnig) jsou vesnice a část města Chabařovice v okrese Ústí nad Labem. Nachází se asi tři kilometry jihozápadně od Chabařovic. Vesnice je doložena poprvé v polovině čtrnáctého století a po většinu historie měla zemědělský charakter. Od poloviny devatenáctého století se v okolí rozvinula těžba hnědého uhlí a rozšiřování Lomu Chabařovice koncem dvacátého století málem vedlo k zániku vesnice.

## Název
Název vesnice vznikl z přídavného jména roudný odvozeného z podstatného jména ruda a označujícího potok či vrch. V historických pramenech se jméno vsi objevuje ve tvarech: Rudnyk (1352), Rudnig (1361), Rudnik (1369 až okolo roku 1405), Rudnyka (1449), Rudnik (1498), Rawdnik (1499), Raudnik (1577), Raudnjk (1586), „ve vsi Raudniku“ (1619), Rauding (1720), Raudnig a Raudnik (1787, 1833) nebo Raudniky a Raudnig (1848). Používal se také lidový tvar Raunich.

## Historie

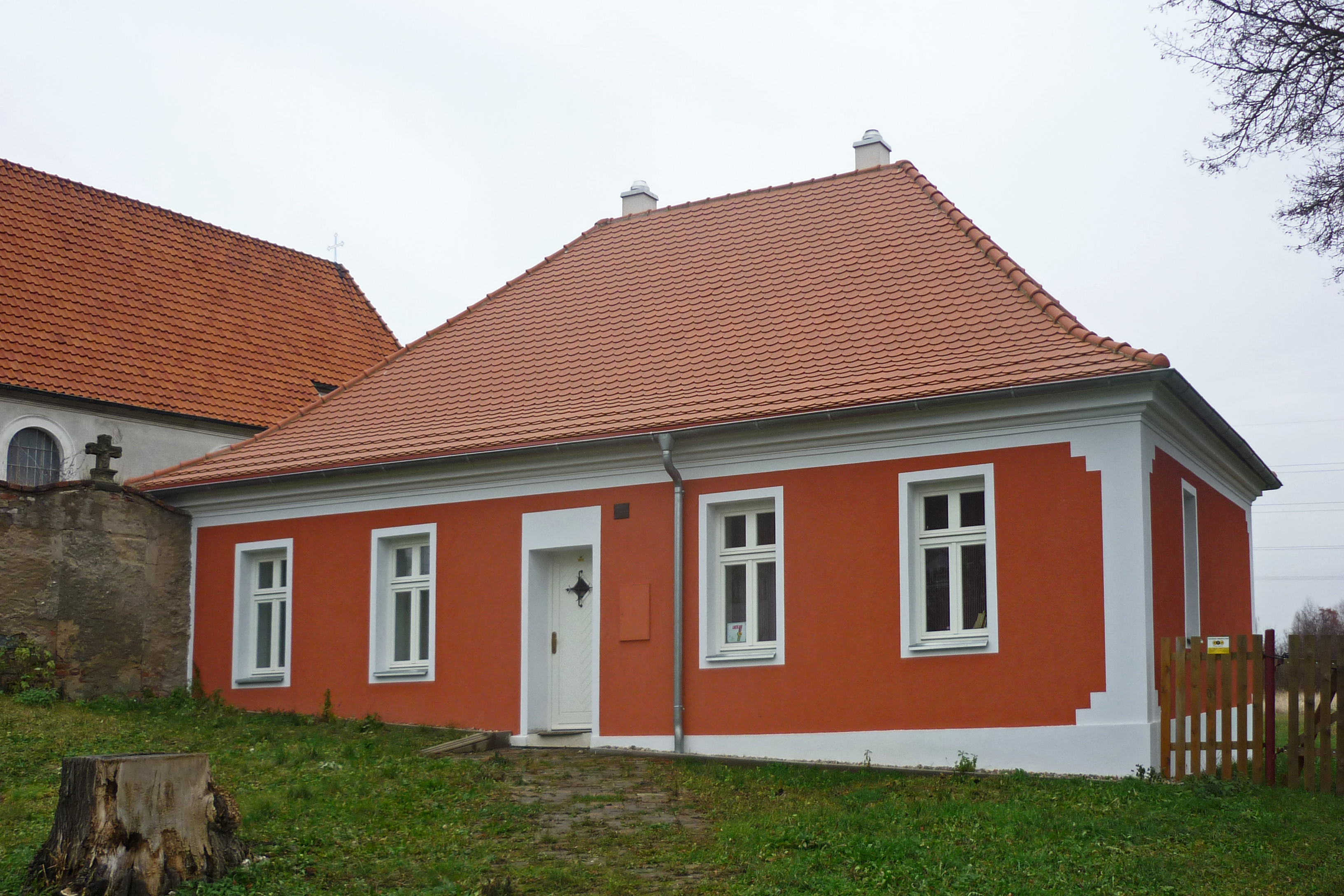
Dům čp. 7: bývalá fara a později škola

První písemná zmínka o Roudníkách pochází z roku 1352 a zmiňuje vesnický farní kostel. Vesnice patřila pražskému kostelu svatého Apolináře, ale určitá majetková práva v ní měl teplický klášter. Roku 1420 Roudníky od císaře Zikmunda dostal jako léno Petr ze Skály a ze Sulevic. O sedm let později vesnici ovládl Zikmund Děčínský z Vartenberka, ale později ji získal Jakoubek z Vřesovic, který se na konci husitských válek zmocnil majetku teplického kláštera.
Za pánů z Vřesovic se Roudníky staly součástí panství hradu Doubravská hora, které v roce 1579 získal Bohuslav Kaplíř ze Sulevic. Ačkoliv hrad roku 1590 prodal, Roudníky si podržel do roku 1603. Tehdy se vesnice vrátila k doubravskému panství, v té době spravovanému Radslavem Kinským z Vchynic sídlícím v Teplicích.
Podle urbáře z roku 1561 ve vsi žilo dvanáct poddanských rodin. Rekatolizace během třicetileté války se Roudníků příliš nedotkla, protože zdejší obyvatelé i vrchnost byli katolíky. Hlavním zdrojem obživy bylo až do první třetiny devatenáctého století zemědělství. V následujících letech se začala rozvíjet těžba hnědého uhlí a s ním rostl i počet domů. V roce 1887 jich ve vsi stálo 41.
Roku 1851 se v katastrálním území Roudníků nacházelo devět jednoduchých hnědouhelných dolů, které časem nahradily moderně provozované doly Marie Terezie (1883) a Marie Antonie (1884). Dalším provozem byl důl Zádruha, kde se poprvé těžilo v letech 1916–1923 a později znovu od roku 1927. V následujícím roce důl koupila společnost Weigner a spol., která změnila jeho název na Bohemii. Od roku 1932 měl důl finanční problémy a uzavřen byl 21. listopadu 1933. Mnohem větším dolem byla Marie Antonie, v níž průměrně pracovalo 284 zaměstnanců a roku 1932 se v ní vytěžilo 85 000 tun uhlí. Po roce 1930 se i tento důl potýkal s důsledky hospodářské krize, což se až do roku 1937 projevovalo zkracováním pracovního týdne a propouštěním horníků. Menší důl Kristina provozovalo Uhelné těžařstvo Kristina. V roce 1907 v dole pracovalo 49 zaměstnanců a vytěžilo se 22 704 tun uhlí.
S rozvojem těžby se ve vsi zvětšoval podíl českého obyvatelstva, který v roce 1910 dosáhl přibližně 60 %. Češi se od roku 1901 snažili o otevření české školy, čehož dosáhli až v roce 1919, kdy byla zmenšena německá trojtřídní škola na jednotřídní a uvolněné prostory využila škola česká. V německé škole klesal počet žáků, až byla v roce 1925 uzavřena.
Ve třicátých letech dvacátého století ve vesnici stály čtyři hostince, čtyři obchody se smíšeným zbožím, pracoval krejčí, holič, řezník a bývaly v ní dva obchody s tabákem. Podobně jako doly byli živnostníci zasaženi dopady hospodářské krize. Ze spolků byl v Roudníkách aktivní především Sokol.
Před druhou světovou válkou ve vsi bylo 12. dubna 1938 zřízeno středisko obranné výchovy. Po uzavření Mnichovské dohody Roudníky opustilo několik rodin a 10. října 1938 je obsadila německá armáda. Do prosince roku 1945 počet obyvatel vsi klesl na 691 osob, což bylo způsobeno vystěhováním Čechoslováků a odchodem mužů do armády. Po válce bylo během roku 1946 vysídleno třicet německých rodin.
Kolektivizace se projevila založením jednotného zemědělského družstva a postavením kulturního domu v akci Z. V důsledku nedostatku pracovníků bylo družstvo roku 1954 začleněno do systému státních statků.
Existenci vesnice začal v sedmdesátých letech dvacátého století ohrožovat rozrůstající se Lom Chabařovice. V obci byla vyhlášena stavební uzávěra a v roce 1974 byly zbořeny první tři domy. Od roku 1984 probíhal východně od kostela archeologický výzkum, po němž měla být vesnice odstraněna, ale po roce 1989 byla těžba v lomu ukončena a vesnice zbořena nebyla.

## Přírodní poměry
Roudníky leží ve stejnojmenném katastrálním území s rozlohou 2,61 km². To je z větší části součástí Mostecké pánve, konkrétně podcelku Chomutovsko-teplická pánev a okrsku Chabařovická pánev. Na jižním okraji vesnice pánev přechází do milešovské části Českého středohoří. Vesnice se nachází v nadmořské výšce okolo 190 metrů. Protéká jí drobný potok, který se severovýchodně od vsi vlévá do rekultivačního jezera Milada.

## Obyvatelstvo
Při sčítání lidu v roce 1921 ve vsi žilo 912 obyvatel (z toho 443 mužů), z nichž bylo 645 Čechoslováků, 261 Němců a šest cizinců. Většina se hlásila k římskokatolické církvi, ale žilo zde také 22 evangelíků, jeden člen nezjišťovaných církví a 362 lidí bez vyznání. Podle sčítání lidu z roku 1930 měla vesnice 951 obyvatel: 696 Čechoslováků, 246 Němců a devět cizinců. Stále převažovala římskokatolická většina (563 lidí), ale počet bez vyznání vrostl na 340. Dalších 36 lidí bylo evangelíky a dvanáct patřilo k církvi československé.
| Rok            | 1869 | 1880 | 1890 | 1900 | 1910 | 1921 | 1930 | 1950 | 1961 | 1970 | 1980 | 1991 | 2001 | 2011 | 2021 |
| -------------- | ---- | ---- | ---- | ---- | ---- | ---- | ---- | ---- | ---- | ---- | ---- | ---- | ---- | ---- | ---- |
| Počet obyvatel | 233  | 418  | 668  | 755  | 900  | 912  | 951  | 506  | 446  | 416  | 280  | 193  | 230  | 275  | 294  |
| Počet domů     | 36   | 41   | 46   | 55   | 68   | 66   | 80   | 85   | 77   | 77   | 73   | 69   | 68   | 85   | 85   |

## Obecní správa
Pří sčítáni lidu v letech 1869–1980 bývaly Roudníky obcí. Ta patřila po většinu doby do okresu Ústí nad Labem, ale v roce 1950 byla obec uváděna v okrese Ústí nad Labem-okolí. Dne 1. července 1980 se Roudníky staly částí obce Chabařovice a v období od 1. ledna 1986 do 31. srpna 1990 patřily k Ústí nad Labem. Od 1. září 1990 jsou opět částí Chabařovic.

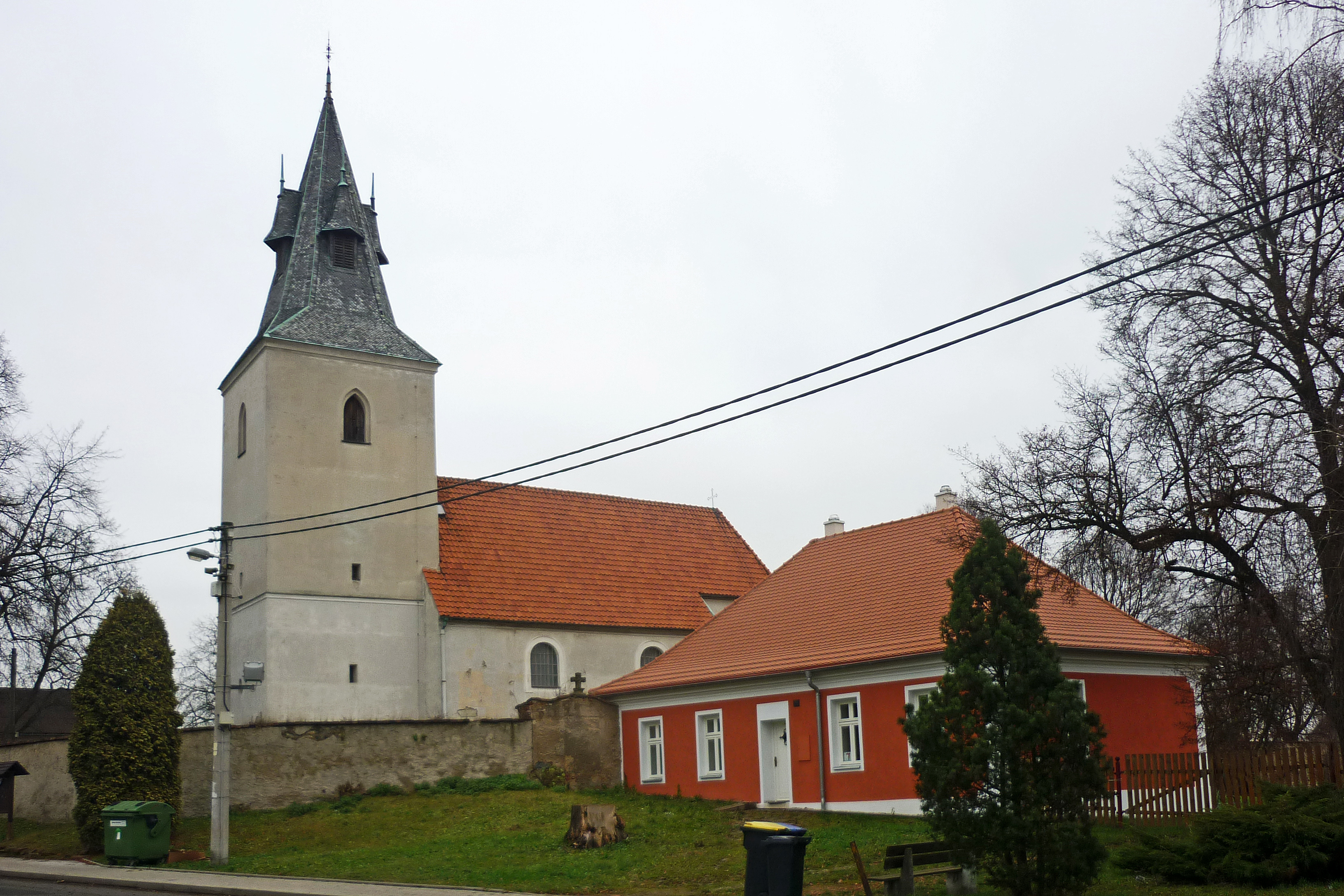
Kostel svatého Václava

Starostou obce byl v letech 1919–1923 sociální demokrat Jan Pospíšil. Po komunálních volbách roku 1923 úřad zastával Josef Křížek z Komunistické strany Československa, jehož mandát skončil 8. dubna 1934. Vedením úřadu po něm byl pověřen sociální demokrat Jan Borkovec.

## Pamětihodnosti
V severní části vesnice stojí gotický kostel svatého Václava z poloviny čtrnáctého století. Dochovaná podoba kostela je výsledkem gotizující přestavby Achilla Wolfa. Z kostela pochází tzv. Oltářní křídla z Roudník. Druhou kulturní památkou ve vsi je přízemní budova čp. 7. Byla postavena okolo roku 1800 jako fara a později byla přizpůsobena pro potřeby školy.